# Radioactive Man (episodio de Los Simpson)
Radioactive Man, llamado "Radiactivo-man" en España y "El hombre radioactivo" en Latinoamérica, es un episodio perteneciente a la séptima temporada de la serie animada Los Simpson, estrenado originalmente el 24 de septiembre de 1995. Fue escrito por John Swartzwelder, y dirigido por Susie Dietter. Mickey Rooney fue la estrella invitada, interpretándose a sí mismo. En el episodio, se produce en Springfield la película del personaje de historietas El hombre radioactivo.

## Sinopsis
Bart y Milhouse se emocionan al saber que una versión filmica de su cómic favorito, El Hombre Radioactivo, está en producción. Rainier Wolfcastle, la estrella de McBain, es elegido para hacer el papel del personaje titular, e incluso mejor para los niños de la Escuela Primaria de Springfield, la producción se muda hacia la ciudad. Se realiza la búsqueda de un niño para hacer el papel del compañero del Hombre Radioactivo, Fallout Boy, y Bart participa en las audiciones. Bart lo hace bien, pero es rechazado por ser una pulgada más bajo, y Milhouse se gana el papel, aunque reluctantemente, bajo presión de sus avariciosos padres.
Lisa le dice a un abatido Bart que aún es necesitado por Milhouse, como amigo y confidente, y Bart acepta este nuevo rol. Sin embargo, Milhouse encuentra su propio trabajo intolerable y desaparece, justamente en la filmación de la escena más cara de la película. El filme es suspendido mientras la ciudad de Springfield busca a Milhouse. Eventualmente, Bart lo encuentra en su casa del árbol, y a pesar de recibir consejos del ex-niño actor Mickey Rooney, Milhouse renuncia a su carrera como actor. Con la película ya cancelada y los productores en quiebra, los directores vuelven a Hollywood.

## Producción
El episodio fue escrito por John Swartzwelder, y dirigido por Susie Dietter. Cuando Dietter leyó el primer libreto de Swartzwelder, ella no lo encontró gracioso debido a los gags visuales. Una vez que la animación fue finalizada, ella pensó: "¡Hey, esto es en verdad gracioso!"
Este es el primer episodio de la serie en usar coloración digital. Los deberes de dicha tarea pasaron a manos de USAnimation, la cual posteriormente trabajaría en "The Simpsons 138th Episode Spectacular". Este método de dibujo no se volvería a utilizar hasta la duodécima temporada, con el episodio "Tennis the Menace" y nuevamente en "Treehouse of Horror XIII" de la decimocuarta temporada. La serie pasó permanentemente al uso definitivo de la coloración digital en la misma temporada con el episodio "The Great Louse Detective".